# Dom Mintoff

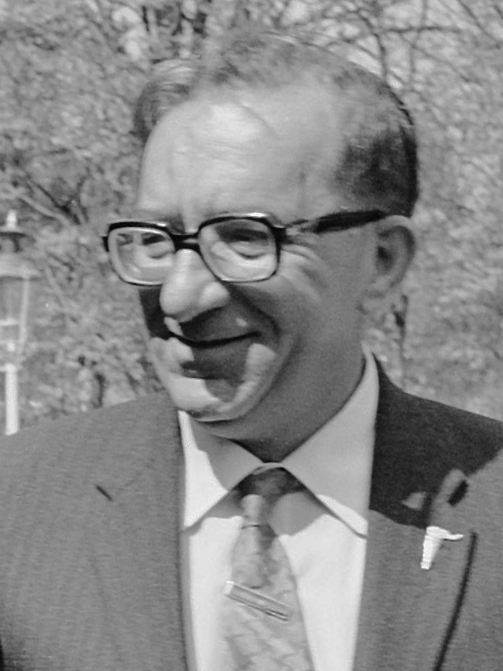
Dom Mintoff (1974)

Dominic ("Dom") Mintoff (Cospicua, 6 augustus 1916 – Tarxien, 20 augustus 2012) was van 1955 tot 1958 minister-president van Malta toen het land nog een kolonie van het Verenigd Koninkrijk was en van 1971 tot 1974 minister-president van de onafhankelijke Staat Malta en daarna tot 1984 van de Republiek Malta.
Dominic Mintoff studeerde met een Rhodesbeurs landbouwkunde aan de Universiteit van Oxford. Hij werd voor de Labour Party (Arbeiderspartij) van Dr. Paul Boffa in het Maltees parlement gekozen. In 1947 werd hij minister van Wederopbouw in de regering van Labour-premier Boffa. In 1949 trad hij wegens meningsverschillen met Paul Boffa uit de regering en kwam het tevens tot een breuk binnen de Labour Party. Mintoff richtte de Malta Labour Party (Maltese Arbeiderspartij) op als radicalere afsplitsing van de Labour Party (vanaf 1949 Malta Workers Party genaamd) van Boffa.
Van 1950 tot 1955 voerde Mintoff de oppositie van de MLP aan. In 1955 werd hij voor de eerste keer premier, toen zijn MLP de grootste partij in het parlement werd. Hij probeerde van Malta een integraal deel te maken van Groot-Brittannië, iets waar de oppositionele Partit Nazzjonalista (Nationalistische Partij) fel op tegen was. Het plan van Mintoff mislukte en in 1958 trad hij als premier af.
Van 1958 tot 1971 voerde hij opnieuw de oppositie aan vanuit het parlement. Problemen tussen de MLP en de Rooms-Katholieke Kerk (negatief stemadvies voor de Maltesers om op de MLP te stemmen) leidde ertoe dat de Partit Nazzjonalista (PN) van George Borg Olivier aan de macht kon blijven. Pas na het Tweede Vaticaanse Concilie kwam het weer goed tussen de MLP en de Rooms-Katholieke Kerk. In 1971 werden de parlementsverkiezingen door Mintoffs MLP gewonnen en werd Mintoff opnieuw premier. Als minister-president (1971-1984) voerde Mintoff nationalisaties door en voerde hij uitgebreide sociale voorzieningen in voor de Maltese burgers. In 1974 hield hij een referendum met de vraag of de burgers de monarchie (onder koningin Elizabeth II van het Verenigd Koninkrijk) wilden handhaven of een republiek wilden. De meerderheid koos voor de republiek. Mintoff riep daarop een parlementaire republiek uit met een representatieve president.
Hij voerde een neutralistische buitenlandse politiek en zorgde ervoor dat de Britse bases en NAVO-militairen Malta verlieten. Hij knoopte nauwe betrekkingen aan met Qadhafi (Libië) en de Arabische staten.
Mintoffs relaties met de Rooms-Katholieke Kerk waren complex en soms zelfs slecht. Mintoff streefde naar de nationalisering van het onderwijs (of naar een bredere openstelling van de rooms-katholieke scholen voor kinderen uit de onderlaag van de bevolking), iets waar de Kerk fel op tegen was. In 1984 trad Mintoff als premier af en volgde zijn 'kroonprins' Carmelo Mifsud Bonnici hem op. Als parlementariër bleef Mintoff op de achtergrond macht uitoefenen. 
In 1998 kwam Mintoff in het nieuws toen hij in het parlement tegen zijn partij stemde, hetgeen de val van de MLP-regering inluidde. In 1998 en 2003 stelde hij zich niet meer kandidaat voor een parlementszetel. Wel voerde Mintoff een keiharde campagne tegen Malta's toetreding tot de Europese Unie. Hij weigerde in 2005 een Maltese hoge onderscheiding, de Xirka Gieh Ir-Repubblika.
Dom Mintoff was in 1947 getrouwd met de Engelse barones Moyra de Vere Bentinck (1917-1997). Het echtpaar had 2 dochters.
Hij overleed thuis, in Tarxien, op maandag 20 augustus 2012.